# Veit Scherzer
Veit Scherzer (* 30. April 1959 in Bayreuth) ist ein deutscher Ordenskundler, Autor, Herausgeber und Verleger. 

## Leben und Wirken
Veit Scherzers Stiefvater war im Zweiten Weltkrieg Unteroffizier.
Veit Scherzer arbeitete bis 1993 als selbständiger Augenoptiker. 1990 gründete er in Bayreuth Scherzers Militaer-Verlag (erste Firmierungen waren Scherzer’s Militair-Verlag und Scherzers Militaire-Verlag), der Werke von Veit Scherzer und anderen Autoren wie Bodo Herzog und Thomas Müller zu Orden und Ehrenzeichen, zur Uniformkunde und zur Militärgeschichte verlegt. Der Verlag hatte seinen Sitz von 1993 bis 2011 in Ranis in Thüringen und ist seither wieder in Bayreuth ansässig. Er firmiert seit 2014 unter Verlag Veit Scherzer. Der Verlag gibt seit 2007 die Schriftreihe Deutsche Truppen im Zweiten Weltkrieg heraus.

## Schriften
Veit Scherzer veröffentlichte Aufsätze und Bücher zu militärhistorischen Themen, die überwiegend in seinem eigenen Verlag erschienen.
- Die Träger des deutschen Kreuzes in Gold der Luftwaffe 1941–1945. Scherzer’s Militair-Verlag, Bayreuth 1992, ISBN 3-925480-10-2.
- Deutsche Truppen im 2. Weltkrieg. Band 1. Scherzer’s Militair-Verlag, Bayreuth 1993, ISBN 3-925480-16-1.
- Entwicklung der Waffen-SS-Brigaden und -Divisionen 1939–1945. Scherzers Militaire-Verlag, Ranis 2003, ISBN 3-938392-97-5.
- Die Ritterkreuzträger 1939–1945. Scherzers Militaer-Verlag, Ranis.
  - Hauptband: 2005, ISBN 3-938845-00-7. 2. Auflage: 2007, ISBN 978-3-938845-17-2.
  - Ergänzungsband: 2006, ISBN 3-938845-15-5.
  - Dokumente: 2006, ISBN 3-938845-09-0.
- 113. Infanterie-Division. Scherzers Militaer-Verlag, Ranis 2007, ISBN 978-3-938845-05-9.
- Deutsche Truppen im 2. Weltkrieg. Scherzers Militaer-Verlag, Ranis.
  - Band 1/A: 2007, ISBN 978-3-938845-07-3.
  - Band 1/B: 2007, ISBN 978-3-938845-12-7.
  - Band 2: 2007, ISBN 978-3-938845-08-0.
  - Band 3: 2008, ISBN 978-3-938845-13-4.
  - Band 4: 2008, ISBN 978-3-938845-14-1.
- mit Martin Terlaak: Ohne Ritterkreuz und Eichenlaub. Die Erlebnisse eines Nachtjagdpiloten 1940–1945. Scherzers Militaer-Verlag, Ranis 2009, ISBN 978-3-938845-20-2.
- 46. Infanterie-Division. Krim – Kaukasus – Kubanbrückenkopf – Isjum – Jassy. Weg und Einsatz einer fränkisch-sudetendeutschen Infanterie-Division 1938–1945. Scherzers Militaer-Verlag, Ranis 2009, ISBN 978-3-938845-19-6.
- Das Auszeichnungssystem der Wehrmacht. Scherzers Militaer-Verlag, Bayreuth 2015, ISBN 978-3-938845-62-2.
- „Ich konnte vom Dienst nicht genug bekommen.“ Mein Stiefvater, der Unteroffizier Adolf R. Scherzers Militaer-Verlag, Bayreuth 2016, ISBN 978-3-938845-61-5.
- Himmlers militärische Elite. Die höchst dekorierten Angehörigen der Waffen-SS. Verlag Veit Scherzer, Bayreuth.
  - Band 1: A–Ka. 2014, ISBN 978-3-938845-26-4.
  - Band 2: Ke-Me. 2022, ISBN 978-3-938845-48-6.
- Sous le signe SS. Französische Freiwillige in der Waffen-SS. Verlag Veit Scherzer, Bayreuth 2018, ISBN 978-3-938845-54-7.